# Listă de pictori spanioli
Aceasta este o listă de pictori spanioli.

## A
- Juan Martínez Abades (1862-1920)
- Maria de Abarca (?-1656)
- Ramón Acín (1888-1936)
- Joaquín Agrasot (1836-1919)
- Manuel Cabral Aguado-Bejarano (1827-1891)
- Diego de Aguilar (?-1624)
- Lorenzo Aguirre (1884-1942)
- Alex Alemany
- Leonardo Alenza (1807-1845)
- Juan de Alfaro y Gámez (anii 1640-1680)
- Germán Álvarez Algeciras (1848-1912)
- Ventura Álvarez Sala (1869-1919)
- José Aparicio (1773-1838)
- José Jiménez Aranda (1837-1903)
- Fermín Arango (1874-1962)
- Juan de Arellano (1614-1676)
- Eduardo Arroyo (1937-2018)
- Antonio Saura Atares
- Serafín Avendaño (1838-1916)
- José María Avrial (1807-1891)

## B
- Bernardo Ferrándiz Bádenes (1835-1885)
- Eduardo Balaca (1840-1914)
- José Balaca (1810-1869)
- Ricardo Balaca (1844-1880)
- Mariano Barbasán (1864-1924)
- Sebastián Herrera Barnuevo (1619-1671)
- Josep Tapiró Baró (1836-1913)
- Juan de Barroeta (1835-1906)
- Valeriano Bécquer (1833-1870)
- Antonio Cabral Bejarano (1798-1861)
- José Benlliure y Gil (1855-1937)
- Aureliano de Beruete
- Gonzalo Bilbao (1860-1938)

## C
- Juan Martín Cabezalero (1645-1673)
- Ignacio Pinazo Camarlench (1849-1916)
- Alonso Cano
- Miguel Navarro Cañizares (c. 1840-1913)
- Antonio Carnicero (1748-1814)
- Luis de Carvajal (1556-1607)
- Lorenzo Casanova (1844-1900)
- Pere Borrell del Caso
- Vicente Castell (1871-1934)
- Luis Álvarez Catalá (1836-1901)
- Eugenio Caxés (1574/1575-1634)
- Pablo de Céspedes (1538-1608)
- Alonso Sánchez Coello
- Juan Correa de Vivar (1510-1566)
- Juan Pantoja de la Cruz (1553-1608)

## D
- Salvador Dali
- Antonio Muñoz Degrain (1840-1924)
- Daniel Vázquez Díaz (1882-1969)
- Oscar Domínguez

## E
- Juan de Echevarría (1875-1931)
- Joaquim Espalter (1809-1880)
- Benito Espinós (1748-1818)
- Antonio María Esquivel (1806-1857)
- Agustín Esteve

## F
- Mariano Fortuny

## G
- José Garnelo (1866-1944)
- Francesc Gimeno i Arasa (1858-1927)
- Bartolomé González y Serrano (1564–1627)
- Francisco de Goya y Lucientes
- El Greco
- Juan Gris
- Manuel Ussel de Guimbarda (1833-1907)

## H
- José Cruz Herrera (1890-1972)

## J
- Asensio Julià (1760-1832)

## L
- Jesús Mari Lazkano
- Justo Ruiz Luna (1865-1926)
- José Luzán

## M
- Federico de Madrazo y Kuntz (1815-1894)
- Luis de Madrazo (1825-1897)
- Raimundo de Madrazo y Garreta (1841-1920)
- Ricardo de Madrazo (1852-1917)
- Mariano Salvador Maella (1739-1819)
- Francisco Domingo Marqués (1842-1920)
- José Martí y Monsó (1840-1912)
- Luis Egidio Meléndez
- Juan Carreño de Miranda
- Joan Miró
- Bartolomé Esteban Murillo

## N
- Juan Fernández Navarrete

## O
- Blas Olleros y Quintana (1851-1919)

## P
- Pablo Picasso
- Vicente López y Portaña

## Q
- Cristóbal Hernández de Quintana (1651-1725)

## R
- Francisco Ribalta
- Jusepe de Ribera
- Juan de las Roelas
- Eduardo Rosales (1836-1873)

## S
- Casimiro Sainz (1853-1898)
- Emilio Sala (1850-1910)
- Josep Maria Sert
- Enrique Simonet (1866-1927)
- Joaquín Sorolla (1863-1923)

## T
- Antoni Tàpies
- Rafael Tegeo (1798-1856)
- Josefa Texidor Torres (1865-1914)
- Alonso Miguel de Tovar (1678-1752)

## U
- Pablo Uranga (1869-1934)
- Darío Urzay

## V
- Domingo Valdivieso (1830-1872)
- Luis de Vargas
- Diego Velázquez
- Antonio González Velázquez (1723-1793)
- Zacarías González Velázquez (1763-1834)
- Eugenio Lucas Velázquez (1817-1870)
- Julio Vila y Prades (1873-1930)
- Antoni Viladomat (1678-1755)
- Eugenio Lucas Villaamil (1858-1918)
- Jenaro Pérez Villaamil (1807-1854)
- Salvador Viniegra (1862-1915)

## Z
- Eduardo Zamacois y Zabala (1841-1871)
- José Vela Zanetti (1913-1999)
- Rosario Weiss Zorrilla (1814-1843)
- Daniel Zuloaga (1852-1921)
- Ignacio Zuloaga
- Francisco de Zurbarán
- Juan de Zurbarán (1620-1649)